# Рівняння Дена — Сомервіля
Рівняння Дена — Сомервіля повний набір лінійних співвідношень на кількість граней різних розмірностей у простого многогранника.

## Формулювання
Для даного простого {\displaystyle n}-вимірного многогранника {\displaystyle P} позначимо через {\displaystyle f_{k}} кількість граней {\displaystyle P} розмірності {\displaystyle k},
зокрема {\displaystyle f_{n}=1}.
Розглянемо формальну суму
{\displaystyle \sum _{k}f_{k}\cdot (t-1)^{k}=\sum _{k}h_{k}\cdot t^{k}}
тоді рівняння Дена — Сомервіля мають вигляд
{\displaystyle h_{k}=h_{n-k}}
для кожного цілого {\displaystyle k}.

### Зв'язані означення
- Послідовність {\displaystyle (f_{0},f_{1},\dots ,f_{n})} називається f-вектор многогранника.
- Послідовність {\displaystyle (h_{0},h_{1},\dots ,h_{n})} називається h-вектор многогранника.

## Історія
У розмірностях 4 і 5, співвідношення були описані Деном.
В загальному випадку рівняння були описані Сомервілем в 1927.